# Organização funcional
Organização funcional é um tipo de estrutura organizacional que usa o princípio da especialização baseado na função, ou no papel desempenhado.
Permitindo que as decisões sejam descentralizadas uma vez que as questões são delegadas a pessoas ou unidades da área, deixando-lhes a responsabilidade de implementar, avaliar ou controlar os procedimentos ou metas dadas.